# Hauterive-la-Fresse
Hauterive-la-Fresse è un comune delegato e frazione del comune di Pays-de-Montbenoît, situato nel dipartimento del Doubs nella regione della Borgogna-Franca Contea. In precedenza comune autonomo, il 1º gennaio 2025 è confluito insieme agli ex comuni di La Longeville, Montbenoît, Montflovin e Ville-du-Pont nel nuovo comune di Pays-de-Montbenoît.
La cittadina è uno degli 11 comuni rivendicati dalla micronazione di Saugeais.

## Società

### Evoluzione demografica
Abitanti censiti